# Aulacomniaceae
Aulacomniaceae es una familia de musgos hepáticas del orden Rhizogoniales. Comprende 6 géneros con 114 especies descritas y de estas solo 22 aceptadas.

## Taxonomía
Aulacomniaceae fue descrita por Guillaume Philippe Schimper y publicado en Synopsis Muscorum Europaeorum CXXXIX, 411. 1860.

## Géneros
- Arrhenopterum
- Aulacomnium
- Fusiconia
- Gymnocephalus
- Orthopyxis
- Sphaerocephalus